# Янг, Роберт Кларк
Роберт Кларк «Боб» Янг (англ. Robert Clark „Bob“ Young; 15 января 1916, Бэйкерсфилд — 3 февраля 2011, там же) — американский легкоатлет, серебряный призёр Олимпиады в Берлине (1936) в эстафете 4х400 м.
На отборе в состав сборной США на летние Игры в Берлине (1936) был лишь пятым, однако был включен в состав эстафетной команды. С ней он завоевал серебряную медаль с результатом (3:11,0) вслед за победившими британцами. В 1937 г. стал вице-чемпионом США на дистанции 440 ярдов. Его личный рекорд в беге на 400 метров или 440 ярдов был равен 47,1 с. В 1938 г. вследствие травмы спортсмен завершил свою профессиональную карьеру.
После ухода из спорта он окончил Калифорнийский университет и работал бухгалтером, прежде чем стать в 1955 г. виноделом в Пасо-Роблес.